# 크렘니차

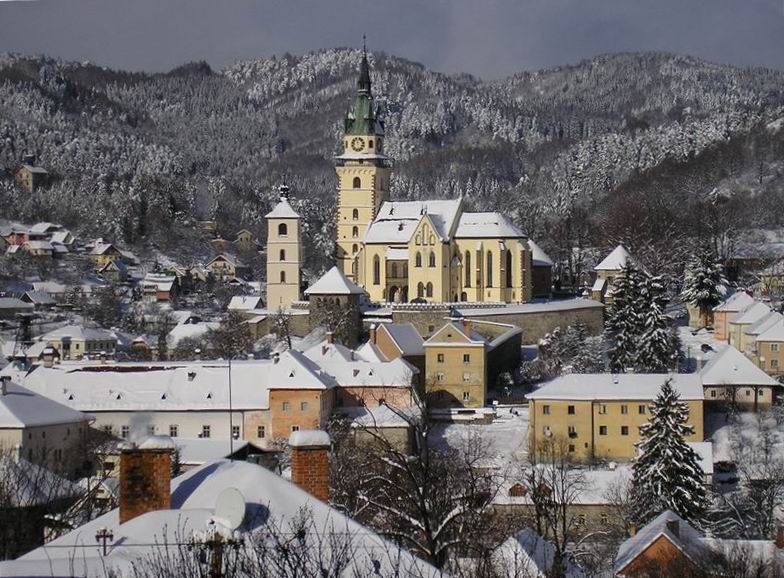
크렘니차

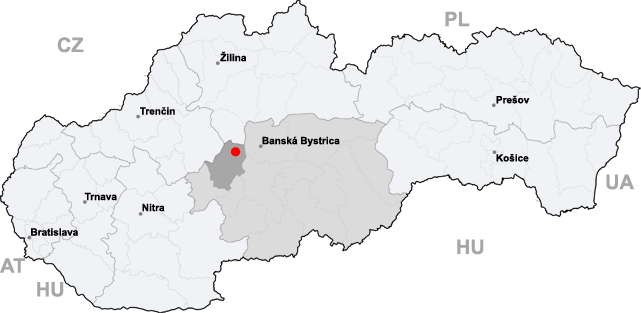
크렘니차의 위치

크렘니차(슬로바키아어: Kremnica, 독일어: Kremnitz 크렘니츠[*], 헝가리어: Körmöcbánya 쾨르뫼츠바녀[*])는 슬로바키아 반스카비스트리차 주에 위치한 도시로 면적은 43.13km2, 높이는 550m, 인구는 5,528명(2013년 12월 31일 기준), 인구 밀도는 128명/km2이다.
중세 시대부터 금 광산을 통해 알려졌으며 1328년 헝가리의 국왕인 카로이 1세로부터 도시 지위를 부여받았다. 1335년에는 플로린 금화를 주조하기 시작했다. 크렘니차에 있는 조폐창은 유럽에서 오랜 역사를 자랑하는 조폐창 가운데 하나로 여겨진다.

## 자매 도시
- 체코 쿠트나호라
- 체코 노비이친
- 이탈리아 피덴차
- 독일 헤르볼츠하임
- 슬로바키아 슈라니
- 헝가리 바르펄로터